# Acoma granulifrons
Acoma granulifrons är en skalbaggsart som beskrevs av Henry Fuller Howden 1958. Acoma granulifrons ingår i släktet Acoma och familjen Pleocomidae. Inga underarter finns listade i Catalogue of Life.